# Гельцер, Михаил Львович
Михаил Львович Гельцер (англ. Michael Heltzer; 1 мая 1928, Таллин — 6 июня 2010, Хайфа) — советский и израильский историк и педагог, специалист по древней истории Ближнего Востока.

## Биография
В 1950 окончил восточный факультет ЛГУ, где специализировался по древней истории Угарита и Иудеи. Его учителями в университете были В. В. Струве, И. Н. Винников, И. М. Дьяконов.
В 1950—1971 преподавал в вузах Таллина и Вильнюса. В 1954 защитил кандидатскую диссертацию («Очерки социальной и экономической истории Финикии во II тысячелетии до н. э.»), в 1969 — докторскую («Общество древнего Угарита»).
В 1971 эмигрировал в Израиль, где с 1972 стал работать в университете Хайфы.
Основные направления научных исследований: древняя история Ближнего Востока, семитология, библеистика.

## Основные труды
- Амусин, И. Д., Гельцер М. Л. Надпись из «Мецаж Хашавяху» (Жалоба жнеца VII века до н. э.) // Вестник древней истории. — 1963. — № 3. — С. 118—125.
- The Suteans. Naples, 1981.
- The internal organization of Ugarit. Wiesbaden, 1982.
- New epigraphic evidence from the Biblical period. Tel Aviv, 1995.
- Studies on the royal administration in ancient Israel in the light of epigraphic sources. Jerusalem, 1996.
- The province Judah and Jews in Persian times. Tel Aviv, 2008.